# Lincoln MKC
Lincoln MKC — компактный премиум кроссовер марки Lincoln, подразделения Ford. Впервые был представлен в виде концепта на автосалоне в Детройте в 2013 году. Серийная версия автомобиля была показана в том же году на автосалоне в Лос-Анджелесе. Продажи начались в июне 2014 года. Автомобиль построен на платформе Ford Kuga второго поколения. Выпуск модели автомобиля ведётся на заводе в штате Кентукки. Также машина предлагается в Китае. Цены на кроссовер Lincoln MKC начинаются с 34 тысяч долларов. 

## Двигатели
Автомобиль оснащается четырёхцилиндровыми двигателями EcoBoost объёмом 2,0 л. мощностью 240 л.с. и 2,3 л. мощность 285 л.с.
| Версия          | Модель двигателя  | Тип двигателя         | Объем, см3 | Мощность, л. с. |
| --------------- | ----------------- | --------------------- | ---------- | --------------- |
| Lincoln MKC 2.0 | Ford EcoBoost 2.0 | R4, бензиновый, турбо | 1999       | 240             |
| Lincoln MKC 2.3 | Ford EcoBoost 2.3 | R4, бензиновый, турбо | 2300       | 285             |

Lincoln MKC комплектуется 6-ступенчатой автоматической коробкой передач, привод может быть передним или полным.
В 2017 году Lincoln MKC пережил модернизацию. Функция Auto Hold стала стандартной для всей линейки MKC 2017, как и информационно-развлекательная система SYNC 3 с поддержкой Android Auto и Apple CarPlay. Продажи обновлённых машин начнутся в Америке летом 2018 года.
В 2019 на смену модели пришёл Lincoln Corsair, который также занял место самого дешёвого кроссовера марки.

## Продажи в США
| Календарный год | Общие продажи |
| --------------- | ------------- |
| 2014            | 13,077        |
| 2015            | 24,590        |